# Précy-sur-Marne
Précy-sur-Marne ist eine französische Gemeinde mit 760 Einwohnern (Stand 1. Januar 2022) im Département Seine-et-Marne in der Region Île-de-France.

## Geographie
Der Ort befindet sich zwölf Kilometer westlich von Meaux an der Landstraße D54.

## Sehenswürdigkeiten
- Kirche St-Pierre-St-Paul, erbaut 1894

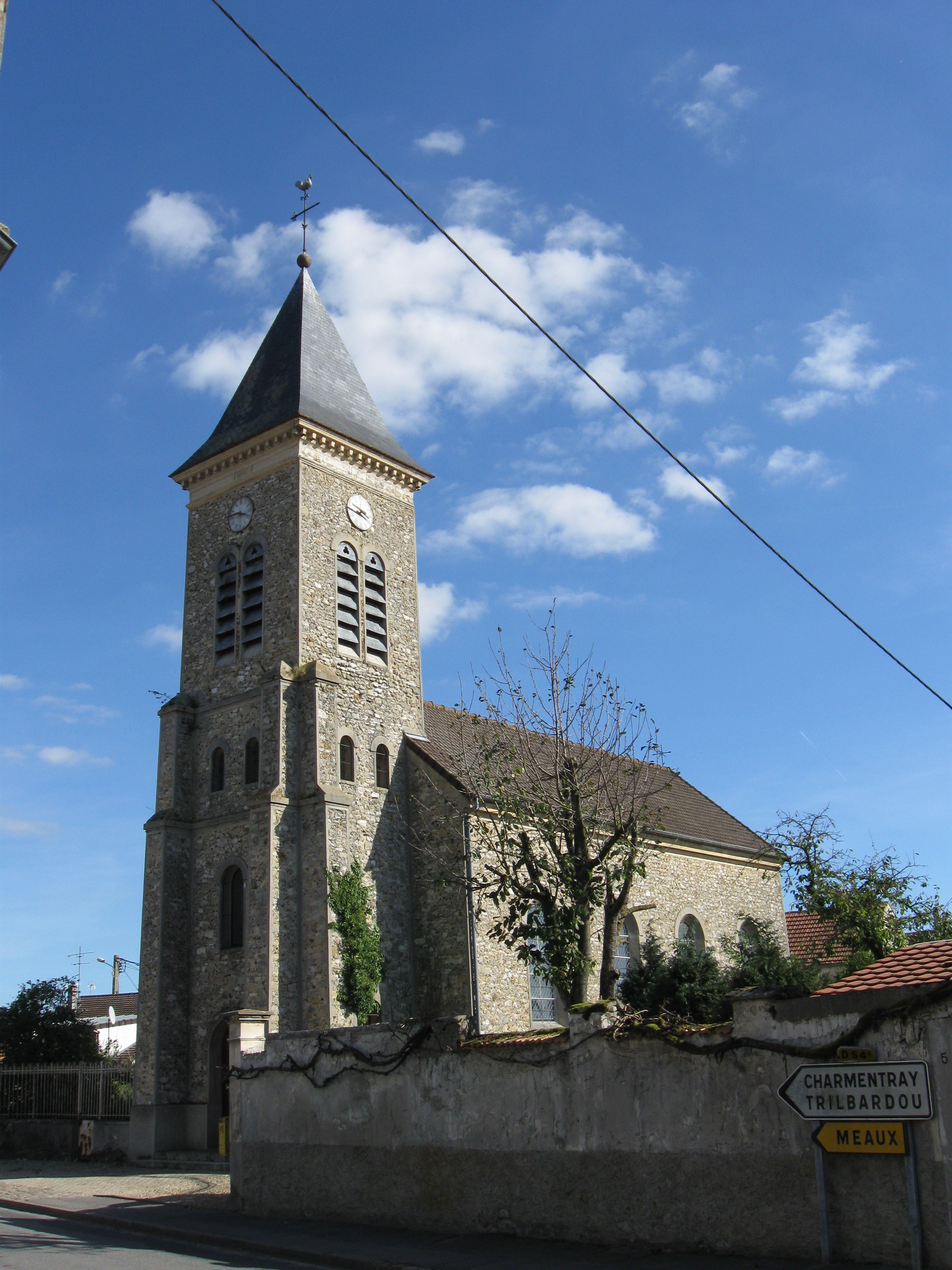
Kirche St-Pierre-St-Paul

## Persönlichkeiten
- Barbara, Chansonsängerin und Musikerin
- Yves Duteil, Chansonsänger und Musiker